# Speaking of the Weather
Speaking of the Weather è un film del 1937 diretto da Frank Tashlin. È un cortometraggio d'animazione della serie Merrie Melodies, uscito negli Stati Uniti il 4 settembre 1937. Il film è incentrato su personaggi letterari che prendono vita, un tema di base che Tashlin avrebbe poi ripreso l'anno successivo nei cortometraggi Hai avuto un castello e Il mondo della rivista.

## Trama
A mezzanotte, in un drugstore chiuso, i personaggi di tutti i libri e le riviste (alcuni dei quali sono caricature di attori e celebrità) prendono vita e si esibiscono in alcuni numeri musicali. Un criminale sulla copertina di The Gang Magazine, approfittando della distrazione offerta dalle performance, decide di usare una fiamma ossidrica dalla copertina di Popular Mechanics per scassinare una cassaforte sulla copertina di The Magazine of Wall Street. Viene immediatamente arrestato dal detective Cholly Jam (caricatura di Charlie Chan) e, dopo essersi spiegato alla polizia sulla copertina di True Confessions, viene processato e condannato all'ergastolo (ovvero a stare nella rivista Life. Tuttavia, riesce a scappare tramite la copertina di Liberty; ma la sua fuga non passa inosservata al giornalista e personaggio radiofonico Walter Snitchall (Walter Winchell). Lo segnala "via etere", il che porta poi una vasta gamma di personaggi, tra cui poliziotti, boy scout, Tarzan, animali selvatici e nativi delle tribù Zulu, a unirsi all'inseguimento. L'uomo ombra (una caricatura di William Powell, che ha interpretato l'omonimo film), con l'aiuto del cane Asta dalla copertina di Dog World, indivisua il criminale sulla copertina di Better Babies, e il malvivente scappa in carrozzina, venendo però assalito da tutti, dalle corazzate della Marina a Greta Garbo e persino Babbo Natale. Finisce quindi imprigionato dietro le sbarre sulla copertina di 20.000 anni a Sing Sing, e quando Hugh Herbert ride, il criminale usa un globo dalla copertina de Il libro dei fatti per colpirlo in testa, rubando la sua risata.

## Distribuzione

### Edizioni home video

#### VHS
America del Nord
- The Golden Age of Looney Tunes Volume 1: 1930s Musicals (1992)

#### Laserdisc
- The Golden Age of Looney Tunes (11 dicembre 1991)

#### DVD
Il corto fu pubblicato in DVD-Video in America del Nord nel secondo disco della raccolta Looney Tunes Golden Collection: Volume 3 (intitolato Hollywood Caricatures and Parodies) distribuita il 25 ottobre 2005. Fu poi inserito come contenuto speciale nell'edizione DVD di Amore in otto lezioni (in cui compare la canzone che dà il titolo al cortometraggio), uscita in America del Nord il 16 settembre 2008.

## Accoglienza
Il cortometraggio fu generalmente ben accolto dalla critica. Una recensione sul Motion Picture Exhibitor recita: "Le idee sono divertenti, il colore eccellente, il ritmo veloce. Le caricature di alcuni personaggi popolari sono esilaranti". Il Motion Picture Herald scrisse: "Questo sarà probabilmente acclamato come uno dei lavori più belli mai realizzati nel campo dei cartoni animati. Meriterà ampiamente questa distinzione perché è estremamente divertente e frutto di una mente molto fertile. Tutta l'azione si svolge in un negozio di riviste, dopo l'orario di chiusura. Le riviste prendono vita e il risultato è decisamente piacevole da guardare".